# عمر بريسينو
عمر بريسينو (بالإسبانية: Omar Briceño)‏ (30 يناير 1978 في المكسيك - ) هو لاعب كرة قدم مكسيكي في مركز الدفاع. شارك مع منتخب المكسيك لكرة القدم. أما مع النوادي، فقد لعب مع تايجرز أونال ونادي أطلس ونادي بويبلا وتيبورونيس روخوس دي فيراكروز ودورادوس سينالوا.

## مسيرته الكروية
لعب عمر بريسينو خلال مسيرته الاحترافية مع 5 أندية في خمسة عشر موسمًا وسجل خلالها 8 أهداف ضمن 348 مباراة. ولم يفز بأي موسم بالكأس أو بالدوري.
خاض عمر بريسينو مسيرته مع نادي أطلس في موسم 1996–97 ليلعب معه ستة مواسم، مشاركًا في 137 مباراة سجل خلالها 7 أهداف. ثم انتقل إلى نادي تايجرز أونال في موسم 2002–03 ليلعب معه خمسة مواسم، حيث شارك في 135 مباراة سجل خلالها هدفًا واحدًا. لينتقل بعدها إلى نادي تيبورونيس روخوس دي فيراكروز في موسم 2007–08 لمدة موسم واحد، مشاركًا في 28 مباراة ولم يسجل أي هدف. ثم انتقل إلى نادي بويبلا في موسم 2008–09 لمدة موسم واحد، مشاركًا في 11 مباراة ولم يسجل أي هدف أيضًا. هذا وانتقل لاحقًا إلى دورادوس سينالوا في موسم 2009–10 ولمدة موسمين، مشاركًا في 37 مباراة ولم يسجل أي هدف أيضًا.

## وصلات خارجية
- عمر بريسينو على موقع الاتحاد الدولي (مؤرشف)  (الإنجليزية)
- عمر بريسينو على موقع قاعدة بيانات كرة القدم.إي يو (الإنجليزية)
- عمر بريسينو على موقع ناشيونال فوتبول تيمز (الإنجليزية)
- عمر بريسينو على موقع Soccerway.com (الإنجليزية)